# Lettisches Warmblut
Das Lettische Warmblut ist eine Pferderasse aus Lettland.
Hintergrundinformationen zur Pferdebewertung und -zucht finden sich unter: Exterieur, Interieur und Pferdezucht.

## Exterieur
Das Lettische Warmblut ist ein schweres Pferd mit großem, oft grobem Kopf, kräftigem Hals, langem Rücken und muskulöser, breiter Kruppe. Die etwa 155 bis 180 cm großen Pferde werden als Reit- und Zugpferd verwendet. Lettische Warmblüter sind meist Dunkelbraune, Rappen, Falben oder Füchse, vereinzelt findet man sie auch als Schimmel.

## Interieur
Das Lettische Warmblut hat einen gutmütigen und ausgeglichenen Charakter. Sie gelten als arbeitswillig, umgänglich und geduldig.

## Zuchtgeschichte
Das Lettische Warmblut ist eine Pferderasse, die etwa 1950 entstand, als zwei lettische Züchter einheimische Pferde der „Nord-Waldart“ mit Oldenburgern, Hannoveranern, Holsteinern und Friesen kreuzten. Es entstand eine robuste Rasse, die vielseitig genutzt werden kann. Seit 1952 ist das „Lettische Wagenpferd“ (lettisch: Latvijas braucamie; so wurde die Rasse bis 1976 bezeichnet) als selbstständige Rasse anerkannt; seit 1976 heißt sie „Lettische Pferderasse“. 